# 12. grönländischer Landesratswahlkreis
Der 12. grönländische Landesratswahlkreis war von 1951 bis 1979 ein Landesratswahlkreis in Grönland. Der Wahlkreis umfasste die Gemeinde Uummannaq.

## Vertreter
Folgende Personen vertraten den Wahlkreis:
| Wahlperiode | Landesrat                                | 1. Stellvertreter               | 2. Stellvertreter | Anmerkung                         |
| ----------- | ---------------------------------------- | ------------------------------- | ----------------- | --------------------------------- |
| 1951–1955   | Peter Fleischer                          | ?                               | ?                 |                                   |
| 1955–1959   | Edvard Kruse (nicht 1959 I)              | ?                               | ?                 | Wahlkreis 1959 (I) ohne Vertreter |
| 1959–1963   | Elisabeth Johansen                       | ?                               | ?                 |                                   |
| 1963–1967   | Elisabeth Johansen                       | ?                               | ?                 |                                   |
| 1967–1971   | Elisabeth Johansen                       | Mathias Fleischer               | Pavia Nielsen     |                                   |
| 1971–1975   | Elisabeth Johansen                       | Johannes Fleischer              | Mina Overballe    |                                   |
| 1975–1979   | Severin Johansen (nicht 1976 II, 1977 I) | Hans Johansen (1976 II, 1977 I) | Edvard Zeeb       |                                   |